# 營農大學校前站
營農大學校前站（日语：／ Einodaigakkomae eki */?）是位於青森縣上北郡七戶町大澤，南部縱貫鐵道的南部縱貫鐵道線車站（廢站）。

## 歷史
- 1962年（昭和37年）10月20日- 南部縱貫鐵道線開通，此站啟用[1]。當時站名為有畜農業指導所前（日语：／）。
- 1965年（昭和40年） - 車站改名為研修所前（日语：／）。
- 1980年（昭和55年）4月1日 - 車站改名為營農大學校前。
- 1997年（平成9年）5月6日 - 南部縱貫鐵道線暫停營業[2]。
- 2002年（平成14年）8月1日 - 南部縱貫鐵道線廢線，此站也廢除[3]。

## 車站結構
截至車站廢除前，此站是地面車站，設有1面1線的單式月台。此站是無人車站。站名取自鄰接車站的青森縣營農大學校。

## 車站周邊
- 青森縣營農大學
- 七戶養護學校
- 七戶警署（日语：七戸警察署）
- 七戶消防署
- 町立七戶體育館
- 町立武道館
- 東八甲田溫泉（舊名「山彥溫泉」）
- 道之驛七戶（日语：道の駅しちのへ）
- 七戶十和田站 - 東北新幹線　從車站步行5分鐘。

## 相鄰車站
南部縱貫鐵道
南部縱貫鐵道線
中野－營農大學校前－盛田牧場前

## 注腳
1. ↑  運輸省鐵道監督局監修《民鐵要覧》鐵道圖書刊行會，1979年，13頁
2. ↑   31 (8). 鐵道雜誌社: 104. 1997-08 （日语）.
3. ↑  . RAIL FAN (鐵道友之會). 2002年10月, 49 (10): 22 （日语）.